# Serafino Cretoni
Serafino Cretoni, italijanski rimskokatoliški duhovnik, škof in kardinal, * 4. september 1833, Soriano, † 3. februar 1909.

## Življenjepis
Leta 1857 je prejel duhovniško posvečenje.
16. januarja 1893 je bil imenovan za naslovnega nadškofa Damaska; škofovsko posvečenje je prejel 5. februarja 1893. 9. maja istega leta je postal apostolski nuncij v Španiji.
22. junija 1896 je bil povzdignjen v kardinala in imenovan za kardinal-duhovnika S. Maria sopra Minerva.
7. januarja 1903 je postal prefekt Kongregacije za obrede.